# Simone Vergassola
Simone Vergassola (La Spezia, 24 de janeiro de 1976) é um futebolista italiano. É o capitão e meio-campista do Siena.
Vergassola passou pelas categorias de base do Sarzanese durante sua infância, tornando-se profissional em 1992, aos 16 anos, quando disputou a Serie C1 pela Carrarese. Foi contratado pela Sampdoria, fazendo sua estreia em 9 de março de 1997 na derrota por 4 a 0 contra a Atalanta. Em agosto de 2000, foi escolhido como o novo capitão da equipe. Se transferiu para o Torino em 2001 e, em novembro 2003, se recusou a assinar a prorrogação de seu contrato, então foi colocado a venda pelo Torino, sendo contratado em 2004 pelo Siena.
Estreou pelo clube bianconeri em 18 de janeiro de 2004 diante da Juventus, num jogo em que foi titular e que terminou 4 a 2 a favor do adversário. Marcou seu primeiro gol, que também seria seu único na temporada, pela nova equipe em 14 de março de 2004 na vitória por 3 a 2 contra a Ancona após receber uma assistência de Tore André Flo. Em outubro de 2007, atuou pela primeira vez como capitão da equipe devido a lesão de Enrico Chiesa. Disputou seu 300º jogo pelo Siena diante do Palermo, em 27 de outubro de 2012, que terminou num empate sem gols.